# Ordinariato di Romania
L'ordinariato di Romania per i fedeli di rito armeno (in latino: Ordinariatus Romaniae) è una sede della Chiesa armeno-cattolica in Romania immediatamente soggetta alla Santa Sede. Nel 2021 contava 378 battezzati. La sede è vacante.

## Territorio
L'ordinariato estende la sua giurisdizione a tutti i fedeli cattolici di rito armeno residenti in Romania.
Sede dell'ordinariato è la città di Gherla, dove si trova la cattedrale della Santissima Trinità.
Alla fine del 2016 l'ordinariato era suddiviso in 4 parrocchie situate a Gherla, Gheorgheni, Dumbrăveni e Frumoasa. Alcuni fedeli vivevano anche altrove in Transilvania. I fedeli erano 666 ed erano serviti da quattro sacerdoti, una media di 166 cattolici per sacerdote.

## Storia
Alla fine del XVII secolo gli armeni della Transilvania si convertirono al cattolicesimo e la città di Gherla divenne la sede del loro vescovo. Come i fedeli della Chiesa greco-cattolica rumena, gli armeni accettarono i principi cattolici di base preservando i loro riti tradizionali e celebrando le liturgie nella lingua armena. Al tempo dell'unione della Transilvania alla Romania nel 1918, molti degli armeni della regione avevano subito la magiarizzazione. Secondo i termini del Concordato del 1927 tra il Regno di Romania e la Santa Sede, i cattolici armeni del paese vennero riconosciuti come una diocesi autonoma.
L'ordinariato è stato eretto il 5 giugno 1930 con la bolla Solemni Conventione di papa Pio XI. Non è mai stato nominato un ordinario, ma solo degli amministratori apostolici.
Dopo il 1948, con l'avvento del regime comunista, l'ordinariato aveva uno status poco chiaro nel diritto civile, in quanto non era più riconosciuto dalle autorità. Tuttavia, dal punto di vista della Chiesa cattolica esso è continuato a esistere e a essere guidato da padre Zoltán Lengyel, amministratore apostolico dal 1939. Il suo status è cambiato nel 1964, quando un decreto papale ha affidato la cura pastorale dei membri dell'ordinariato al vescovo di Alba Iulia. Le successive edizioni dell'Annuario Pontificio dal 1965 al 1991 hanno continuato a elencare l'ordinariato ma non menzionavano nessuno come ordinario o amministratore apostolico. Anche se il segretario di Stato rumeno per le denominazioni nel 1991 ha detto che il titolo di ordinario era stato concesso all'arcivescovo di Alba Iulia Lajos Bálint, l'Annuario Pontificio della Santa Sede affermava che nel 1991 era stato nominato amministratore apostolico l'allora vescovo ausiliare di Alba Iulia György-Miklós Jakubínyi. Monsignor Jakubínyi ha mantenuto l'incarico anche dopo la sua promozione ad arcivescovo metropolita di Alba Iulia nel 1994. La nomina effettuata della Santa Sede nel 1991 è avvenuta poco dopo la fine del regime comunista ed è stata effettuata senza chiedere il riconoscimento del governo rumeno.

## Cronotassi dei vescovi
Si omettono i periodi di sede vacante non superiori ai 2 anni o non storicamente accertati.
- Sede vacante
  - Laurent Sahag Koguian (Kogy), C.M.Vd. † (17 ottobre 1930 - 23 luglio 1939) (amministratore apostolico)
  - Zoltán Lengyel † (23 luglio 1939 - 5 ottobre 1964 deceduto) (amministratore apostolico)
  - Áron Márton † (4 marzo 1970 - 15 novembre 1971) (amministratore apostolico)
  - Bertalan Sahin † (30 novembre 1971 - 5 maggio 1974 deceduto) (amministratore apostolico)
  - György-Miklós Jakubínyi (1991 - 2 settembre 2020 dimesso) (amministratore apostolico)
  - Gergely Kovács, dal 2 settembre 2020 (amministratore apostolico)

## Statistiche
L'ordinariato nel 2021 contava 378 battezzati.
| anno | popolazione | popolazione | popolazione | presbiteri | presbiteri | presbiteri | presbiteri                | diaconi | religiosi | religiosi | parrocchie |
| anno | battezzati  | totale      | %           | numero     | secolari   | regolari   | battezzati per presbitero | diaconi | uomini    | donne     | parrocchie |
| ---- | ----------- | ----------- | ----------- | ---------- | ---------- | ---------- | ------------------------- | ------- | --------- | --------- | ---------- |
| 2004 | 515         | ?           | ?           | 2          | 2          |            | 257                       |         |           |           | 4          |
| 2009 | 809         | ?           | ?           | 4          | 4          |            | 202                       |         |           |           | 4          |
| 2013 | 666         | ?           | ?           | 4          | 4          |            | 166                       |         |           |           | 4          |
| 2016 | 626         | ?           | ?           | 4          | 4          |            | 156                       |         |           |           | 4          |
| 2019 | 501         | ?           | ?           | 4          | 4          |            | 125                       |         |           |           | 4          |
| 2021 | 378         | ?           | ?           | 5          | 5          |            | 75                        |         |           |           | 4          |